# NOT CRAZY TO ME
「NOT CRAZY TO ME」（ノット・クレイジー・トゥー・ミー）は、中森明菜の楽曲。この楽曲は彼女の27枚目のシングルとして、「Everlasting Love」と共に両A面シングルで1993年5月21日にMCAビクターよりリリースされた（8cmCD: MVDD-10001, CT: MVSD-10001）。

## 背景
「NOT CRAZY TO ME」は、中森にとっておよそ4年ぶりとなる1993年9月22日に発売されたスタジオ・アルバム『UNBALANCE+BALANCE』からの先行シングルとして1993年5月21日にリリースされた楽曲で、CDシングル (8cmCD: MVDD-10001)とシングルカセット (CT: MVSD-10001)の2形態で同時発売された。シングルとしては、1991年3月発表の前作「二人静 -「天河伝説殺人事件」より」を最後にワーナーミュージック・ジャパンを離れて以来およそ2年3か月ぶりのリリースであり、MCAビクターへ移籍後初のシングルにもあたる。また、「NOT CRAZY TO ME」は自身初の両A面シングル「Everlasting Love ・ NOT CRAZY TO ME」として「Everlasting Love」と共に発表され、この楽曲はシングル盤では2曲目に収録された。「NOT CRAZY TO ME」は、「Everlasting Love」に続いて坂本龍一が作曲と編曲、プロデュースを手掛け、NOKKOが作詞した楽曲である。
この楽曲は、スタジオ・アルバム『UNBALANCE+BALANCE』では「NOT CRAZY TO ME (LP Edit)」としてアルバム・バージョンで収録されている。レコード・プロデューサーの川原伸司を含むこの頃の制作スタッフは、シングルは基本的にアルバムに収録しないという方向性であった。これを受けて、この楽曲と「Everasting Love」がシングル・バージョンで収録されることはなかったものの、中森は「NOT CRAZY TO ME」のアルバム・バージョンについて、「本当は、もう少し音をいじりたかったんですけどね。」と語り、シングルとは全く異なった風合いにしたかったと説明している。

## 批評
『CDでーた』はスタジオ・アルバム『UNBALANCE+BALANCE』のレビューの中で、このアルバムでは8曲目として収録されている「NOT CRAZY TO ME」の音楽性について、「ダンサブルな」楽曲とコメントした。

## チャート成績
「NOT CRAZY TO ME」は「Everlasting Love」と共にオリコン週間シングルチャートにランクインし、1993年5月31日付の同チャートで初登場・最高順位共に最高順位10位を記録した。同チャートには、計5週にわたってランクインしている。

## ライブ・パフォーマンス
「NOT CRAZY TO ME」は、1993年5月26日放送のフジテレビ系『MJ -MUSIC JOURNAL-』や1993年8月27日放送のテレビ朝日系『ミュージックステーション』といった音楽番組で歌唱した。

## 収録曲
| 全作曲・編曲: 坂本龍一。 |                                |           |            |      |
| #                        | タイトル                       | 作詞      | 作曲・編曲 | 時間 |
| 1.                       | 「Everlasting Love」           | 大貫妙子  | 坂本龍一   | 4:52 |
| 2.                       | 「NOT CRAZY TO ME」            | NOKKO     | 坂本龍一   | 4:38 |
| 3.                       | 「Everlasting Love (karaoke)」 |           | 坂本龍一   | 4:52 |
| 4.                       | 「NOT CRAZY TO ME (karaoke)」  |           | 坂本龍一   | 4:37 |
| 合計時間:                | 合計時間:                      | 合計時間: | 18:59      |      |

## クレジット
- Produced by 坂本龍一[2]

## 収録アルバム
- 『UNBALANCE+BALANCE+6』[15]
- 『歌姫伝説 〜90's BEST〜』[16][3]